# Eckeltse Beek
De Eckeltse Beek is een waterloop in de gemeente Bergen.
Deze beek ontwatert het laaggelegen landbouwgebied ten oosten van de rivierduinen en breekt ter hoogte van Afferden door het rivierduincomplex om ten zuiden van deze plaats in de Maas uit te monden. De sterk gekanaliseerde Horsterbeek is een zijbeek van de Eckeltse Beek. Het stroomgebied van beide beken reikt tot in het nabijgelegen Duitsland.
De lengte van de beek bedraagt ongeveer 10 km en ze voedt halverwege de grachten van Kasteel Bleijenbeek.
In 2005 en 2006 zijn werken uitgevoerd om de Eckeltse Beek weer een natuurlijke loop te geven. In 2007 werden soortgelijke werkzaamheden ook bij de Horsterbeek en de monding van de Eckeltse Beek uitgevoerd.